# Томица Шпановић
Томица Шпановић (Јохова, код Босанске Дубице, април 1914 — Стара Ријека, код Љубије, 18. новембар 1942), учесник Народноослободилачке борбе и народни херој Југославије.

## Биографија
Рођен је априла 1914. године у селу Јохови, код Босанске Дубице. Потиче из сиромашне земљорадничке породице, његов отац Васо, имао је поред Томице, још четири сина и две кћери. После завршене основне школе, због недостатка средстава није наставио школовање, већ је отишао и Босанску Дубицу, где је учио занат и радио као трговачки помоћник. Током 1938. године, једно кратко време је радио у једном холандском руднику.
После окупације Краљевине Југославије и успостављања усташке Независне Државе Хрватске, априла 1941. године, Томица је напустио посао у Козарској Дубици и вратио се у родно место. Одмах по доласку у родно место, маја 1941, укључио се у припреме за оружани устанак. 
У Народноослободилачкој борби учествовао је од првих дана устанка, јула 1941. године. Учествовао је у борбама на Комленцу и Крушковцу, које су вођене све до августа 1941, због спречавања усташа да врше злочине у подкозарским селима. После напада на жандармеријску станицу у селу Драксенићу и успешне акције на непријатељско упориште у Подградцима, 23. октобра 1941. године, када је Томица предводио групу бомбаша, примљен је у чланство Комунистичке партије Југославије.

Приликом заузимања јаког непријатељског упоришта на Мраковици, 5. децембра 1941. године, Томица је предводио један вод Козарског партизанског одреда. За личну храброст и изванредне успехе у овој акцији са својом јединицом (сам је убио неколико усташа и запленио један тешки митраљез), похваљен је од стране команданта Другог крајишког партизанског одреда, доктора Младена Стојановића и постављен за командира Треће чете у Другом батаљону.
Једна од успешнијих његових акција била је и заседа на обали реке Саве, када је убио посаду на броду-шлепу и запленио велике количине жита и других намирница. Убрзо потом је 1. јануара 1942. године, са својом четом, маскираном у дубоком снегу, дочекао и присилио на повлачење усташку сатнију, која је покушала да, преко села Црнци, продре у Драксенић. Велике успехе његова чета је постигла и у борбама с немачком групом „Вуте“ из 718. ловачке дивизије, која је фебруара 1942. године, покушакла да извуче свој блокирани батаљон из рудника Љубија.
Крајем маја 1942. Томица је са једним водом партизана код Демировца напао колону од 1.000 усташа који су из Јасеновца и Босанске Дубице пошли на терен његове чете. Томица је сам убио 8 мотоциклиста, а укупно је убијено 25 усташа, међу којима 3 официра и један лекар. Заједно са својом четом је прошао тешке борбе током велике непријатељске офанзиве на Козару, јуна 1942. године. 
Када је, 22. септембра 1942. године, на козарском пропланку Палежу, формирана Пета крајишка козарска ударна бригада, Томица је постао командир Друге чете у Трећем батаљону, чији је командат био Петар Мећава, народни херој. После многих борби, на подручју Козаре и Подгрмеча, Петој козарској бригади је поверен један од тежих задатака у бихаћкој операцији, која је завршена 4. новембра 1942. године, ослобођењем Бихаћа и формирањем простране слободне територије, познате и као Бихаћка република. 
Томица Шпановић је погинуо 18. новембра 1942. године, приликом напада Пете козарске биргаде на положаје на линији од Босанског Новог до рудника Љубиња. Смртно је рањен, с бомбом у руци, приликом заузимања бункера, код села Старе Ријеке. 
У Народноослободилачкој борби, учествовала је учествовала је читава Томицина породица, а поред њега, погинули су му отац, мајка и два брата. 
Указом председника Федеративне Народне Републике Југославије Јосипа Броза Тита, 27. новембра 1953. године, проглашен је за народног хероја.